# Maliattha comes
Maliattha comes är en fjärilsart som beskrevs av W. Warren 1913. Maliattha comes ingår i släktet Maliattha och familjen nattflyn. Inga underarter finns listade i Catalogue of Life.